# Сиэй, Джеймс
Джеймс Сиэй (англ. James Seay), имя при рождении Джеймс Уильям Сиэй (англ. James William Seay; 9 сентября 1914 года — 10 октября 1992 года) — американский актёр кино и телевидения 1940—1960-х годов.
За время своей кинокарьеры Сиэй сыграл в таких значимых фильмах, как «Они умерли на своих постах» (1941), «Лицо под маской» (1941), «Чудо на 34-й улице» (1947), «Асфальтовые джунгли» (1950), «День, когда остановилась Земля» (1951), «Война миров» (1953), «Вера Круз» (1954), «Целуй меня насмерть» (1955), «Дружеское увещевание» (1956), «Человек с тысячью лиц» (1957) и «Что случилось с Бэби Джейн?» (1962).
Сиэй также играл постоянные роли в телесериалах «Жизнь и житие Уайатта Эрпа» (1955—1961) и «Фьюри» (1955—1960).

## Ранние годы жизни и начало карьеры
Джеймс Сиэй родился 9 сентября 1914 года в Пасадине, Калифорния. С детства Сиэй с матерью каждую субботу ходил в театр на дневные спектакли. Как он вспоминал позднее, «однажды мать провела меня за кулисы познакомиться с одним из актёров. Мы долго говорили о том, чтобы я стал актёром, и он сказал, что это трудная профессия».
После окончания школы Сиэй поступил на работу в страховую компанию, где, по его словам «только отвечал на звонки». Это его не устраивало. Однажды старый приятель, который учился в школе при Театре Пасадины, познакомил его с режиссёром Томом Брауном Хенри (англ. Tom Browne Henry), который набирал актёров в свою постановку «Судный день». Сиэй получил роль охранника, который провожал Мишу Ауэра к месту дачи свидетельских показаний. Как позднее вспоминал актёр, «это была эпизодическая роль без слов, но это было начало».
После закрытия спектакля Сиэй получил несколько небольших ролей уже со словами. Некоторое время спустя Гилмор Браун, исполнительный директор Театра Пасадины, взял его в свой класс, который давал спектакли на малой сцене в небольшом строении на заднем дворе его дома. К концу года один из зрителей предложил Сиэю одну из главных ролей в летнем театре в Гилфорде, Коннектикут, где актёр проработал 10 недель.
После закрытия сезона Сиэй вернулся в Пасадину, где получил заметные роли в двух спектаклях по пьесам Максвелла Андерсона — Эссекса в «Королеве Елизавете» и Ботвелла в «Марии Шотландской». В этих ролях на него обратила внимание ассистентка кинорежиссёра Сесиля де Милля, после чего в 1940 году кинокомпания Paramount Pictures подписала с ним контракт.

## Карьера в кинематографе
После подписания контракта студия Paramount стала готовить Сиэя на главные романтические роли. ОН начинал с небольших ролей в таких криминальных драмах, как «Королева мафии» (1940) с Ральфом Беллами, «Золотые перчатки» (1940) и «Отряд быстрого реагирования» (1940), два последних фильма поставил Эдвард Дмитрик. Он также сыграл в исторической мелодраме «Сын Монте-Кристо» (1940) с Луисом Хейуордом в главной роли и приключенческом экшне «Северо-западная конная полиция» (1940) с Гэри Купером. Как вспоминает Сиэй, «в рамках контракта с Paramount я сыграл в 6 или 7 фильмах, после чего какое-то время был фрилансером». Наконец, после нескольких неприметных небольших ролей Сиэй получил большую роль — но не героя, а злобного главаря банды в фильме нуар студии Columbia Pictures «Лицо под маской» (1941) с Питером Лорре в главной роли. В общей сложности в 1941—1942 годах Сиэй сыграл в 25 фильмах, наиболее значимыми среди которых были криминальная комедия «Знакомьтесь: Бостонский Блэки» (1941), биографический вестерн «Они умерли на своих постах» (1941), где у него была небольшая роль офицера, музыкальный комедийный вестерн «Загони их, ковбой» (1942) с Эбботом и Костелло, где сыграл капитана рейнджеров, а также в фильме нуар «Время убивать» (1942), где он получил важную роль наследника богатой семьи, ставшего членом преступной шайки фальшивомонетчиков.
Во время Второй мировой войны в 1942—1945 годах Сиэй был приписан к ВВС США, где играл в учебных фильмах.
По окончании войны в 1946 году Сиэй подписал контракт со студией 20th Century Fox, где в течение года сыграл в трёх фильмах, в том числе, в знаменитой рождественской комедии «Чудо на 34-й улице» (1947). В этой картине он был добрым доктором Пирсом, врачом дома престарелых, который объясняет необычное поведение Криса Крингла, выдающего себя за Санта-Клауса. После завершения контракта со студией Сиэй был фрилансером до конца карьеры.
В конце 1940-х годов он сыграл в нуаровом триллере Фрица Ланга «Тайна за дверью» (1947) с Майклом Редгрейвом и Джоан Беннетт в главных ролях, полудокументальном нуаре «Агенты казначейства» (1947), комедии с Фредом Макмюрреем «Невинный роман» (1948) и фильме нуар «Странная миссис Крейн» (1948). В 1950 году Сиэй появился в небольшой роли офицера полиции в фильме нуар «Асфальтовые джунгли» (1950), он также был детективом в нуаре «Станция Юнион» (1950) и обвинителем в суде в фильме нуар «Выследить человека» (1950). Позднее он снова был детективом полиции в фильме нуар «Модельное агентство» (1952), агентом ФБР в нуаре Роберта Олдрича «Целуй меня насмерть» (1955), а также сыграл криминального бизнесмена в нуаре «Человек в хранилище» (1956).
Он сыграл одну из главных ролей полковника Джорджа Вашингтона в начале его военной карьеры в вестерне «Когда краснокожие скакали» (1951). Он сыграл заметные роли в вестернах «Форт Тай» (1953), «Вера Круз» (1954) с Купером и Ланкастером и «Человек из Кентукки» (1955) с Ланкастером, «Под дулом пистолета» (1955) с Фредом Макмюрреем и «Большая земля» (1957) с Аланом Лэддом и.
В 1950-е годы Сиэй стал узнаваемым лицом классических научно-фантастических фильмов категории В благодаря таким фильмам, как «День, когда Земля остановилась» (1951) Роберта Уайза, «Когда сталкиваются миры» (1951), «Вoйна миров» (1953), «Призрак из космоса» (1953), «Убийцы из космоса» (1954), «Начало конца» (1957) и «Невероятно огромный человек» (1957),. В последнем фильме он был несчастным военным, которого пронзает гигантская игла для подкожных инъекций.
В 1950-е годы Сиэй также сыграл в военной мелодраме «Дружеское увещевание» (1956) с Гэри Купером, в музыкальной мелодраме «Приятель Джои» (1957) с Фрэнком Синатрой и приключенческом фильме «Флибустьер» (1958) с Юлом Бриннером.
После 1960 года Сиэй сыграл всего в 10 фильмах, наиболее значимыми среди которых стали психологическая драма «Что случилось с Бэби Джейн?» (1962) с Бетт Дейвис и Джоан Кроуфорд, криминальный триллер «Мозговой штурм» (1965) с Дэной Эндрюсом, военная драма «Зелёные береты» (1968) с Джоном Уэйном и комедийный вестерн «Жил-был обманщик» (1970) с Генри Фондой и Кирком Дугласом, который стал последним фильмом Сиэя.

## Карьера на телевидении
Сиэй впервые появился на телевидении в 1952 году, сыграв вплоть до завершения актёрской карьеры в 230 эпизодах 108 различных телесериалов. В частности, у него была постоянная роль судьи Спайсера в 26 эпизодах вестерн-сериала «Жизнь и житие Уайатта Эрпа» (1955—1961), а также постоянная роль шерифа в 23 эпизодах детского вестерн-сериала «Фьюри» (1955—1960).
Сиэй также работал в таких популярных сериалах, как «Приключения Кита Карсона» (1952, 2 эпизода), «Приключения Супермена» (1952—1953, 2 эпизода), «Дни в Долине смерти» (1952—1970, 13 эпизодов), «Кавалькада Америки» (1953—1957, 8 эпизодов), «Театр научной фантастики» (1955—1957, 2 эпизода), «Миллионер» (1955—1958, 2 эпизода), «Освободите место для папочки» (1957—1960, 4 эпизода), «Истории Уэллс-Фарго» (1957—1961, 4 эпизода), «Перри Мейсон» (1958—1959, 3 эпизода), «Бэт Мастерсон» (1960, 2 эпизода), «Сансет-Стрип, 77» (1960—1964, 3 эпизода), «Лэсси» (1961—1966, 5 эпизодов), «Доктор Килдэр» (1963—1966, 2 эпизода), «Беглец» (1963—1966, 3 эпизода), «Агенты А. Н. К. Л.» (1964), «Облава 67» (1967), «Захватчики» (1967), «Я шпион» (1967) и «ФБР» (1965—1971, 5 эпизодов), в котором он сыграл свою последнюю роль на телевидении..

## Актёрское амплуа и оценка творчества
Джеймс Сиэй был «крепко сложенным, надёжным актёром», которого студия Paramount Pictures первоначально готовила на главные роли. Он начал с эпизодических ролей, часто без упоминания в титрах, постепенно получая всё более значимые роли. Особенно удачно Сиэй «смотрелся в ролях злодеев или жёстких официальных лиц».
Как отмечает историк кино Гэри Брамбург, «из-за службы в армии во время Второй мировой войны путь Сиэя к звёздному статусу был прерван, и он вынужден был сосредоточиться на небольших характерных ролях, постоянно получая работу в фильмах конца 1940-х и 1950-х годов». По словам киноведа Хэла Эриксона, «так и не достигнув высшего уровня, Сиэй тем не менее оставался на киносцене как надёжный актёр широкого профиля, исполняя небольшие, но привлекающие внимание роли».

## Личная жизнь
Сиэй был женат дважды. В 1942 году он женился на Вивиан Кон, с которой впоследствии развёлся. Его второй женой стала Мерседес Кармен Боул, с которой он прожил до своей смерти в 1992 году. После завершения карьеры Сиэй переехал в Лагуна-Бич, Калифорния, где прожил до смерти.

## Смерть
Джеймс Сиэй умер 10 октября 1992 года в Капистрано-Бич, Калифорния, в возрасте 78 лет.

## Фильмография
| Год         |     | Русское название                               | Оригинальное название                        | Роль                                                          |
| ----------- | --- | ---------------------------------------------- | -------------------------------------------- | ------------------------------------------------------------- |
| 1939        | ф   | Задняя дверь на небеса                         | Back Door to Heaven                          | присяжный (в титрах не указан)                                |
| 1940        | ф   | Безымянные женщины                             | Women Without Names                          | О’Грейн                                                       |
| 1940        | ф   | Вот это были дни!                              | Those Were the Days!                         | Эндрюс                                                        |
| 1940        | ф   | Путь всякой плоти                              | The Way of All Flesh                         | Варно                                                         |
| 1940        | ф   | Королева толпы                                 | Queen of the Mob                             | Эдди Вебстер                                                  |
| 1940        | ф   | Золотые перчатки                               | Golden Gloves                                | Джимми                                                        |
| 1940        | ф   | Ренегаты Оклахомы                              | Oklahoma Renegades                           | Карл, слепой ветеран                                          |
| 1940        | ф   | Северо-западная конная полиция                 | North West Mounted Police                    | констебль Фентон                                              |
| 1940        | ф   | Сын Монте-Кристо                               | The Son of Monte Cristo                      | лейтенант Стоун                                               |
| 1940        | ф   | Зелёный шершень наносит очередной удар!        | The Green Hornet Strikes Again!              | Бордайн, гангстер                                             |
| 1940        | ф   | Отряд экстренной помощи                        | Emergency Squad                              | Слим, шофёр Баллера (в титрах не указан)                      |
| 1940        | ф   | Открыто по ошибке                              | Opened by Mistake                            | Сэм Питерс (в титрах не указан)                               |
| 1940        | ф   | Я хочу развестись                              | I Want a Divorce                             | молодой интерн (в титрах не указан)                           |
| 1940        | кор | Флаг человечества                              | The Flag of Humanity                         | санитар с носилками (в титрах не указан)                      |
| 1940        | ф   | Безумный доктор                                | The Mad Doctor                               | молодой интерн (в титрах не указан)                           |
| 1940        | ф   | Командование полётом                           | Flight Command                               | офицер в посаженном самолёте (в титрах не указан)             |
| 1940        | ф   | Люби своего соседа                             | Love Thy Neighbor                            | служащий на корабле (в титрах не указан)                      |
| 1941        | ф   | Лицо под маской                                | The Face Behind the Mask                     | Джефф Джеффрис                                                |
| 1941        | ф   | Знакомьтесь: Бостонский Блэки                  | Meet Boston Blackie                          | Механический человек (в титрах указан как Майкл Рэнд)         |
| 1941        | ф   | В старом Колорадо                              | In Old Colorado                              | Хэнк Мерритт                                                  |
| 1941        | ф   | Двое в такси                                   | Two in a Taxi                                | Кристи Рирдон                                                 |
| 1941        | ф   | Слепой полёт                                   | Flying Blind                                 | Дейв, авиадиспетчер                                           |
| 1941        | ф   | Парень из Канзаса                              | The Kid from Kansas                          | Ли Уокер                                                      |
| 1941        | ф   | Мистер Знаменитость                            | Mr. Celebrity                                | Джим Кейн                                                     |
| 1941        | ф   | Опасно они живут                               | Dangerously They Live                        | Карл                                                          |
| 1941        | ф   | Пикирование                                    | Power Dive                                   | армейский радист (в титрах не указан)                         |
| 1941        | ф   | Пусть летят                                    | Keep 'Em Flying                              | лейтенант (в титрах не указан)                                |
| 1941        | ф   | Они умерли на своих постах                     | They Died with Their Boots On                | лейтенант Уолш (в титрах не указан)                           |
| 1942        | ф   | Человек из Шайенна                             | Man from Cheyenne                            | шериф Джим                                                    |
| 1942        | ф   | Топот, топот, топот!                           | Tramp, Tramp, Tramp!                         | Бигги Уолдрон                                                 |
| 1942        | ф   | Дом в Вайоминге                                | Home in Wyomin'                              | Текс Харрисон                                                 |
| 1942        | ф   | Вражеские агенты сталкиваются с Эллери Куином  | Enemy Agents Meet Ellery Queen               | морской сержант Стивенс                                       |
| 1942        | ф   | Древесина                                      | Timber!                                      | Джо Редвей                                                    |
| 1942        | ф   | Автострады ночью                               | Highways by Night                            | Вестбрук, человек с грузовиками                               |
| 1942        | ф   | Езда по каньону                                | Ridin' Down the Canyon                       | Берт Вустер                                                   |
| 1942        | ф   | Джо Смит, американец                           | Joe Smith, American                          | Рой, работник авиазавода (в титрах не указан)                 |
| 1942        | ф   | Загони их, ковбой                              | Ride 'Em Cowboy                              | Джек, капитан рейнджеров (в титрах не указан)                 |
| 1942        | ф   | Десять джентльменов из Уэст-Пойнта             | Ten Gentlemen from West Point                | Кортни (в титрах не указан)                                   |
| 1942        | ф   | Орлиная эскадрилья                             | Eagle Squadron                               | офицер-медик (в титрах не указан)                             |
| 1942        | ф   | Капитан авиации                                | Flight Lieutenant                            | лейтенант Андерсон (в титрах не указан)                       |
| 1942        | кор | Вендетта                                       | Vendetta                                     | русский царь (в титрах не указан)                             |
| 1942        | ф   | Время убивать                                  | Time to Kill                                 | Лесли Мердок (в титрах не указан)                             |
| 1943        | ф   | Полёт за свободой                              | Flight for Freedom                           | лейтенант ВВС (в титрах не указан)                            |
| 1944        | ф   | Сопротивление вражескому допросу               | Resisting Enemy Interrogation                | капитан Джеймс Спенсер (в титрах не указан)                   |
| 1945        | кор | Последняя бомба                                | The Last Bomb                                | офицер, дающий установку (в титрах не указан)                 |
| 1946        | ф   | Дом, милый дом                                 | Home, Sweet Homicide                         | Фрэнк Райли (в титрах не указан)                              |
| 1947        | ф   | Сердечная боль                                 | Heartaches                                   | лейтенант Дэн Армстронг, отдел убийств                        |
| 1947        | ф   | Тайна за дверью                                | Secret Beyond the Door                       | Боб Дуайт                                                     |
| 1947        | ф   | Чудо на 34-й улице                             | Miracle on 34th Street                       | доктор Пирс (в титрах не указан)                              |
| 1947        | ф   | Агенты казначейства                            | T-Men                                        | Харди, техник в лаборатории казначейства (в титрах не указан) |
| 1948        | ф   | Слиппи Макги                                   | Slippy McGee                                 | Томас Юстис                                                   |
| 1948        | ф   | Выпад кобры                                    | The Cobra Strikes                            | капитан полиции Монихэн                                       |
| 1948        | ф   | Клетчатое пальто                               | The Checkered Coat                           | капитан Данхилл                                               |
| 1948        | ф   | Невинный роман                                 | An Innocent Affair                           | Лестер Бёрнли                                                 |
| 1948        | ф   | Странная миссис Крейн                          | The Strange Mrs. Crane                       | Марк Эмери                                                    |
| 1949        | ф   | Жизнь Святого Павла                            | Life of St. Paul Series                      | Варнава                                                       |
| 1949        | ф   | Я обманул закон                                | I Cheated the Law                            | Родд Симпсон                                                  |
| 1949        | ф   | Красный каньон                                 | Red Canyon                                   | Джоел Крич                                                    |
| 1949        | ф   | Предрассудок                                   | Prejudice                                    | священник                                                     |
| 1950        | ф   | Военная академия с этой бандой с Десятой авеню | Military Academy with That Tenth Avenue Gang | майор Норкросс                                                |
| 1950        | ф   | Станция Юнион                                  | Union Station                                | детектив Эдди Шеттак                                          |
| 1950        | ф   | Асфальтовые джунгли                            | The Asphalt Jungle                           | офицер Яночек (в титрах не указан)                            |
| 1950        | ф   | Летящая ракета                                 | The Flying Missile                           | лейтенант Джексон (в титрах не указан)                        |
| 1950        | ф   | Выследить человека                             | Hunt the Man Down                            | обвинитель (в титрах не указан)                               |
| 1951        | ф   | Когда скакали краснокожие                      | When the Redskins Rode                       | полковник Джордж Вашингтон                                    |
| 1951        | ф   | Близко к моему сердцу                          | Close to My Heart                            | Эверетт С. Хейлнер / Эдвард С. Хьюитт                         |
| 1951        | ф   | Вперёд                                         | Up Front                                     | лейтенант Фергюсон (в титрах не указан)                       |
| 1951        | ф   | Строго бесчестно                               | Strictly Dishonorable                        | адвокат Лили (в титрах не указан)                             |
| 1951        | ф   | Когда сталкиваются миры                        | When Worlds Collide                          | Донован (в титрах не указан)                                  |
| 1951        | ф   | День, когда остановилась Земля                 | The Day the Earth Stood Still                | правительственный чиновник (в титрах не указан)               |
| 1952        | ф   | Агентство моделей                              | Models Inc.                                  | детектив, сержант Муни                                        |
| 1952        | ф   | Отважный воин                                  | Brave Warrior                                | губернатор Уильям Генри Харрисон                              |
| 1952        | ф   | Тигр Вуду                                      | Voodoo Tiger                                 | Абель Питерсон                                                |
| 1952        | ф   | Торпедная аллея                                | Torpedo Alley                                | шкипер                                                        |
| 1952        | ф   | Посторонним вход воспрещается                  | Off Limits                                   | майор медицинской службы Эванс (в титрах не указан)           |
| 1952        | с   | Театр «Шеврон»                                 | Chevron Theatre                              | (1 эпизод)                                                    |
| 1952        | с   | Театр личного присутствия                      | Personal Appearance Theater                  | (1 эпизод)                                                    |
| 1952        | с   | Отряд по борьбе с рэкетом                      | Racket Squad                                 | Дэн (1 эпизод)                                                |
| 1952 — 1953 | с   | Правительственные ковбои                       | Cowboy G-Men                                 | разные роли (5 эпизодов)                                      |
| 1952 —1953  | с   | Приключения Супермена                          | Adventures of Superman                       | разные роли (2 эпизода)                                       |
| 1952— 1956  | с   | Театр звёзд «Шлитц»                            | Schlitz Playhouse of Stars                   | разные роли (3 эпизода)                                       |
| 1952 — 1970 | с   | Дни в Долине Смерти                            | Death Valley Days                            | разные роли (13 эпизодов)                                     |
| 1953        | ф   | Поселенцы                                      | The Homesteaders                             | Джон Крогер                                                   |
| 1953        | ф   | Проблемные девушки                             | Problem Girls                                | Макс Торп                                                     |
| 1953        | ф   | Отчаянный Джек Макколл                         | Jack McCall, Desperado                       | Бэт Макколл                                                   |
| 1953        | ф   | Форт Тай                                       | Fort Ti                                      | Марк Чесни                                                    |
| 1953        | ф   | Призрак из космоса                             | Phantom from Space                           | майор Эндрюс                                                  |
| 1953        | ф   | Сын Белль Старр                                | Son of Belle Starr                           | Джордж Кларк                                                  |
| 1953        | ф   | Капитан Джон Смит и Покахонтас                 | Captain John Smith and Pocahontas            | Вингфилд                                                      |
| 1953        | ф   | Война миров                                    | The War of the Worlds                        | пилот бомбардировщика (в титрах не указан)                    |
| 1953        | ф   | Море потерянных кораблей                       | Sea of Lost Ships                            | старший офицер (в титрах не указан)                           |
| 1953        | с   | Зеркальный театр «Ревлон»                      | The Revlon Mirror Theater                    | Дэвид Барнетт (1 эпизод)                                      |
| 1953        | с   | Закон – это я                                  | I'm the Law                                  | Фред Бронсон (1 эпизод)                                       |
| 1953        | с   | Большой город                                  | Big Town                                     | Ник Кастерлайн (1 эпизод)                                     |
| 1953        | с   | Бостонский Блэки                               | Boston Blackie                               | (1 эпизод)                                                    |
| 1953 — 1956 | с   | Театр четырёх звёзд                            | Four Star Playhouse                          | разные роли (3 эпизода)                                       |
| 1953 — 1956 | с   | Парень из Сиско                                | The Cisco Kid                                | разные роли (4 эпизода)                                       |
| 1953 — 1957 | с   | Кавалькада Америки                             | Cavalcade of America                         | разные роли (8 эпизодов)                                      |
| 1954        | ф   | Стальная клетка                                | The Steel Cage                               | доктор Перри                                                  |
| 1954        | ф   | Убийцы из космоса                              | Killers from Space                           | полковник Бэнкс                                               |
| 1954        | ф   | Капитан Кидд и рабыня                          | Captain Kidd and the Slave Girl              | эрл Беломонт                                                  |
| 1954        | ф   | Возвращение на остров сокровищ                 | Return to Treasure Island                    | Феликс Ньюман                                                 |
| 1954        | ф   | Вера Круз                                      | Vera Cruz                                    | Эбилайн                                                       |
| 1954        | ф   | Супермен и Дьявол джунглей                     | Superman and the Jungle Devil                | Билл Хёрд (хроника)                                           |
| 1954        | с   | Мэр города                                     | Mayor of the Town                            | Гордон (1 эпизод)                                             |
| 1954        | с   | Хопалонг Кэссиди                               | Hopalong Cassidy                             | Дэвид Барнетт (1 эпизод)                                      |
| 1954        | с   | Топпер                                         | Topper                                       | Ларри Хартфорд (1 эпизод)                                     |
| 1954        | с   | Истории века                                   | Stories of the Century                       | Джим Эверелл (1 эпизод)                                       |
| 1954—1955   | с   | Общественный защитник                          | Public Defender                              | разные роли (2 эпизода)                                       |
| 1955        | ф   | Целуй меня насмерть                            | Kiss Me Deadly                               | агент ФБР                                                     |
| 1955        | ф   | Человек из Кентукки                            | The Kentuckian                               | игрок на речном корабле (в титрах не указан)                  |
| 1955        | ф   | Я умирал тысячу раз                            | I Died a Thousand Times                      | человек в коридоре (в титрах не указан)                       |
| 1955        | ф   | Под дулом пистолета                            | At Gunpoint                                  | горожанин в салуне (в титрах не указан)                       |
| 1955        | с   | Сцена 7                                        | Stage 7                                      | майор Холмс (1 эпизод)                                        |
| 1955        | с   | Звезда и история                               | The Star and the Story                       | Дэвид Эндрюс (1 эпизод)                                       |
| 1955        | с   | Письмо к Лоретте                               | Letter to Loretta                            | (1 эпизод)                                                    |
| 1955        | с   | Сержант Престон из Юкона                       | Sergeant Preston of the Yukon                | Кэссиди (1 эпизод)                                            |
| 1955 —1956  | с   | Военно-морской журнал                          | Navy Log                                     | шкипер (2 эпизода)                                            |
| 1955— 1957  | с   | Театр научной фантастики                       | Science Fiction Theatre                      | разные роли (2 эпизода)                                       |
| 1955 —1958  | с   | Миллионер                                      | The Millionaire                              | разные роли (2 эпизода)                                       |
| 1955 — 1960 | с   | Фьюри                                          | Fury                                         | шериф (23 эпизода)                                            |
| 1955 — 1961 | с   | Жизнь и житие Уайатта Эрпа                     | The Life and Legend of Wyatt Earp            | судья Спайсер (26 эпизодов)                                   |
| 1956        | ф   | Братья по оружию                               | Gun Brothers                                 | Блэкджек Силк                                                 |
| 1956        | ф   | Человек в хранилище                            | Man in the Vault                             | Пол Де Камп                                                   |
| 1956        | ф   | Я жил раньше                                   | I've Lived Before                            | Фред Болан (в титрах не указан)                               |
| 1956        | ф   | Дружеское увещевание                           | Friendly Persuasion                          | бунтующий капитан (в титрах не указан)                        |
| 1956        | с   | Буффало Билл - младший                         | Buffalo Bill, Jr.                            | разные роли (2 эпизода)                                       |
| 1956        | с   | Борец за справедливость                        | Crusader                                     | инспектор Эд Канелли (1 эпизод)                               |
| 1956        | с   | Паспорт опасности                              | Passport to Danger                           | (1 эпизод)                                                    |
| 1956        | с   | Перекрёстки                                    | Crossroads                                   | доктор Шелдон (1 эпизод)                                      |
| 1956        | с   | Дневной спектакль                              | Matinee Theatre                              | (1 эпизод)                                                    |
| 1956        | с   | Театр звёзд «Шеврон»                           | Chevron Hall of Stars                        | Гарри (1 эпизод)                                              |
| 1957        | ф   | Невероятно огромный человек                    | The Amazing Colossal Man                     | полковник Хэллок                                              |
| 1957        | ф   | Бомбардировщики Б-52                           | Bombers B-52                                 | инструктор в школе В-52 (в титрах не указан)                  |
| 1957        | ф   | Большая земля                                  | The Big Land                                 | Бен Раммерт (в титрах не указан)                              |
| 1957        | ф   | Человек с тысячью лиц                          | Man of a Thousand Faces                      | кастинг-директор (в титрах не указан)                         |
| 1957        | ф   | Приятель Джои                                  | Pal Joey                                     | Ливингстон (в титрах не указан)                               |
| 1957        | ф   | Начало конца                                   | Beginning of the End                         | капитан Джеймс Бартон                                         |
| 1957        | с   | Шоу Бобби Каммингса                            | The Bob Cummings Show                        | майор Аллен Стенли (1 эпизод)                                 |
| 1957        | с   | Код 3                                          | Code 3                                       | разные роли (2 эпизода)                                       |
| 1957        | с   | В суде                                         | On Trial                                     | Хью Баррон (1 эпизод)                                         |
| 1957        | с   | Цирковой мальчик                               | Circus Boy                                   | Билл Логан (1 эпизод)                                         |
| 1957        | с   | Истории уланов 77-го бенгальского полка        | Tales of the 77th Bengal Lancers             | капитан Алан Маклафлин (1 эпизод)                             |
| 1957        | с   | Шериф Кошиза                                   | The Sheriff of Cochise                       | владелец ранчо (1 эпизод)                                     |
| 1957        | с   | Телефонное время                               | Telephone Time                               | (1 эпизод)                                                    |
| 1957        | с   | Театр Зейна Грея                               | Zane Grey Theater                            | Марк Клэнтон (1 эпизод)                                       |
| 1957        | с   | Официальный детектив                           | Official Detective                           | лейтенант Картер (1 эпизод)                                   |
| 1957        | с   | Тонкий человек                                 | The Thin Man                                 | Джерри Диволо (1 эпизод)                                      |
| 1957        | с   | Калифорнийцы                                   | The Californians                             | Трусдейл (1 эпизод)                                           |
| 1957 — 1959 | с   | Выслеживание                                   | Trackdown                                    | разные роли (2 эпизода)                                       |
| 1957 — 1960 | с   | Территория Тумстон                             | Tombstone Territory                          | разные роли (2 эпизода)                                       |
| 1957— 1960  | с   | Освободите место для папочки                   | Make Room for Daddy                          | разные роли (4 эпизода)                                       |
| 1957 — 1961 | с   | Истории Уэллс-Фарго                            | Tales of Wells Fargo                         | разные роли (4 эпизода)                                       |
| 1958        | ф   | Улица тьмы                                     | Street of Darkness                           | Джесси Флорес                                                 |
| 1958        | ф   | Флибустьер                                     | The Buccaneer                                | офицер креольской милиции                                     |
| 1958        | ф   | Прилив                                         | Flood Tide                                   | доктор (в титрах не указан)                                   |
| 1958        | с   | Маршал США                                     | U.S. Marshal                                 | Гейст (1 эпизод)                                              |
| 1958        | с   | Знакомьтесь с Макгроу                          | Meet McGraw                                  | Арчер (1 эпизод)                                              |
| 1958        | с   | Эй, Дженни!                                    | Hey, Jeannie!                                | комиссар (1 эпизод)                                           |
| 1958        | с   | Рейс                                           | Flight                                       | (1 эпизод)                                                    |
| 1958 — 1959 | с   | Вертолёты                                      | Whirlybirds                                  | разные роли (2 эпизода)                                       |
| 1958 — 1959 | с   | 26 человек                                     | 26 Men                                       | разные роли (4 эпизода)                                       |
| 1958— 1959  | с   | Перри Мейсон                                   | Perry Mason                                  | разные роли (3 эпизода)                                       |
| 1958— 1960  | с   | Шайенн                                         | Cheyenne                                     | разные роли (2 эпизода)                                       |
| 1959        | с   | Не для аренды                                  | Not for Hire                                 | Буш (1 эпизод)                                                |
| 1959        | с   | Мир гигантов                                   | World of Giants                              | официальное лицо (1 эпизод)                                   |
| 1959        | с   | Приграничный доктор                            | Frontier Doctor                              | Клайв Харпер (1 эпизод)                                       |
| 1959        | с   | Симаррон-Сити                                  | Cimarron City                                | Эддисон (1 эпизод)                                            |
| 1959        | с   | Команда М                                      | M Squad                                      | доктор Реймонд (1 эпизод)                                     |
| 1959        | с   | Мужественные всадники                          | The Rough Riders                             | мэр Тэкери (1 эпизод)                                         |
| 1959        | с   | Всадники Маккензи                              | Mackenzie's Raiders                          | генерал Майкл Лукас О’Хара (1 эпизод)                         |
| 1959        | с   | Шаг за грань                                   | One Step Beyond                              | Леон (1 эпизод)                                               |
| 1960        | ф   | Угроза                                         | The Threat                                   | Гарри Кинен                                                   |
| 1960        | с   | Театр «Дженерал Электрик»                      | General Electric Theater                     | (1 эпизод)                                                    |
| 1960        | с   | Бэт Мастерсон                                  | Bat Masterson                                | разные роли (2 эпизода)                                       |
| 1960        | с   | Этот Доусон                                    | This Man Dawson                              | Мартин Аллен (1 эпизод)                                       |
| 1960        | с   | Бунтарь                                        | The Rebel                                    | Джетро Гейн (1 эпизод)                                        |
| 1960        | с   | Триллер                                        | Thriller                                     | Херб Иннес (1 эпизод)                                         |
| 1960— 1964  | с   | Сансет-Стрип, 77                               | 77 Sunset Strip                              | разные роли (3 эпизода)                                       |
| 1961        | ф   | Тайна глубокой бухты                           | Secret of Deep Harbor                        | Трэвис                                                        |
| 1961        | ф   | Правонарушители                                | The Lawbreakers                              | мэр Гарольд Эмшоу (хроника)                                   |
| 1961        | с   | Мэверик                                        | Maverick                                     | шериф Джил Макгрэри (1 эпизод)                                |
| 1961        | с   | Диснейленд                                     | Disneyland                                   | капитан Ричардсон (2 эпизода)                                 |
| 1961        | с   | Предоставьте это Биверу                        | Leave It to Beaver                           | мистер Бутби (1 эпизод)                                       |
| 1961        | с   | Бронко                                         | Bronco                                       | маршал Джон Хейс (1 эпизод)                                   |
| 1961        | с   | Высокий человек                                | The Tall Man                                 | Холман (1 эпизод)                                             |
| 1961        | с   | Шоу Рэда Скелтона                              | The Red Skelton Show                         | Дэви Крокетт (1 эпизод)                                       |
| 1961        | с   | Американцы                                     | The Americans                                | мистер Гилрой (1 эпизод)                                      |
| 1961        | с   | Сёрфсайд 6                                     | Surfside 6                                   | Филип Лордан (1 эпизод)                                       |
| 1961        | с   | Случай опасного Робина                         | The Case of the Dangerous Robin              | (1 эпизод)                                                    |
| 1961        | с   | Асфальтовые джунгли                            | The Asphalt Jungle                           | мэр Гарольд Эрншоу (1 эпизод)                                 |
| 1961— 1966  | с   | Лесси                                          | Lassie                                       | разные роли (5 эпизодов)                                      |
| 1962        | ф   | Что случилось с Бэби Джейн?                    | What Ever Happened to Baby Jane?             | офицер полиции                                                |
| 1963        | с   | Шоу Люси                                       | The Lucy Show                                | мистер Шелдон (1 эпизод)                                      |
| 1963        | с   | Сумеречная зона                                | The Twilight Zone                            | шериф (1 эпизод)                                              |
| 1963— 1964  | с   | Шоу Энди Гриффита                              | The Andy Griffith Show                       | разные роли (4 эпизода)                                       |
| 1963— 1966  | с   | Беглец                                         | The Fugitive                                 | разные роли (3 эпизода)                                       |
| 1963 — 1966 | с   | Доктор Килдэр                                  | Dr. Kildare                                  | разные роли (2 эпизода)                                       |
| 1964        | с   | Агенты А.Н.К.Л.                                | The Man from U.N.C.L.E.                      | Кеннет Бардингтон (1 эпизод)                                  |
| 1964        | с   | Три моих сына                                  | My Three Sons                                | Эл (1 эпизод)                                                 |
| 1964        | с   | Виргинец                                       | The Virginian                                | Крикшанк (1 эпизод)                                           |
| 1964        | с   | Лейтенант                                      | The Lieutenant                               | начальник штаба (1 эпизод)                                    |
| 1964        | с   | Дымок из ствола                                | Gunsmoke                                     | Джей (1 эпизод)                                               |
| 1964        | с   | Путешествие на дно океана                      | Voyage to the Bottom of the Sea              | мистер Секретари(1 эпизод)                                    |
| 1965        | ф   | Мозговой штурм                                 | Brainstorm                                   | судья в игре «Скавенгер Хант» (в титрах не указан)            |
| 1965        | с   | Ларедо                                         | Laredo                                       | Маршалл (1 эпизод)                                            |
| 1965 — 1971 | с   | ФБР                                            | The F.B.I.                                   | разные роли (5 эпизодов)                                      |
| 1965        | с   | Мистер Робертс                                 | Mister Roberts                               | (1 эпизод)                                                    |
| 1966        | с   | Зеленые просторы                               | Green Acres                                  | второй человек (1 эпизод)                                     |
| 1966        | с   | Хэнк                                           | Hank                                         | мистер Горби (1 эпизод)                                       |
| 1966        | с   | Человек по имени Шинандоа                      | Man Called Shenandoah                        | доктор (1 эпизод)                                             |
| 1967        | ф   | Первый в бою                                   | First to Fight                               | спикер на митинге по сбору средств (в титрах не указан)       |
| 1967        | ф   | Баллада о Джози                                | The Ballad of Josie                          | местный политик (в титрах не указан)                          |
| 1967        | с   | Беги ради жизни                                | Run for Your Life                            | шеф полиции (1 эпизод)                                        |
| 1967        | с   | Я шпион                                        | I Spy                                        | разные роли (2 эпизода)                                       |
| 1967        | с   | Облава 1967                                    | Dragnet 1967                                 | Пол Бейтман (1 эпизод)                                        |
| 1967        | с   | Захватчики                                     | The Invaders                                 | Грейсон (1 эпизод)                                            |
| 1967— 1968  | с   | Гомер Куча, морпех                             | Gomer Pyle: USMC                             | разные роли (2 эпизода)                                       |
| 1968        | ф   | Разрушители                                    | The Destructors                              | министр обороны                                               |
| 1968        | ф   | Паника в городе                                | Panic in the City                            | Питт                                                          |
| 1968        | ф   | Зеленые береты                                 | The Green Berets                             | солдат (в титрах не указан)                                   |
| 1968        | с   | Защитник Джадд                                 | Judd for the Defense                         | судья (1 эпизод)                                              |
| 1969        | с   | Изгои                                          | The Outcasts                                 | Элдридж (1 эпизод)                                            |
| 1970        | ф   | Жил-был обманщик                               | There Was a Crooked Man                      | помощник вице-губернатора (в титрах не указан)                |
| 1970        | с   | Лансер                                         | Lancer                                       | адвокат (1 эпизод)                                            |